# エデン・プロジェクト

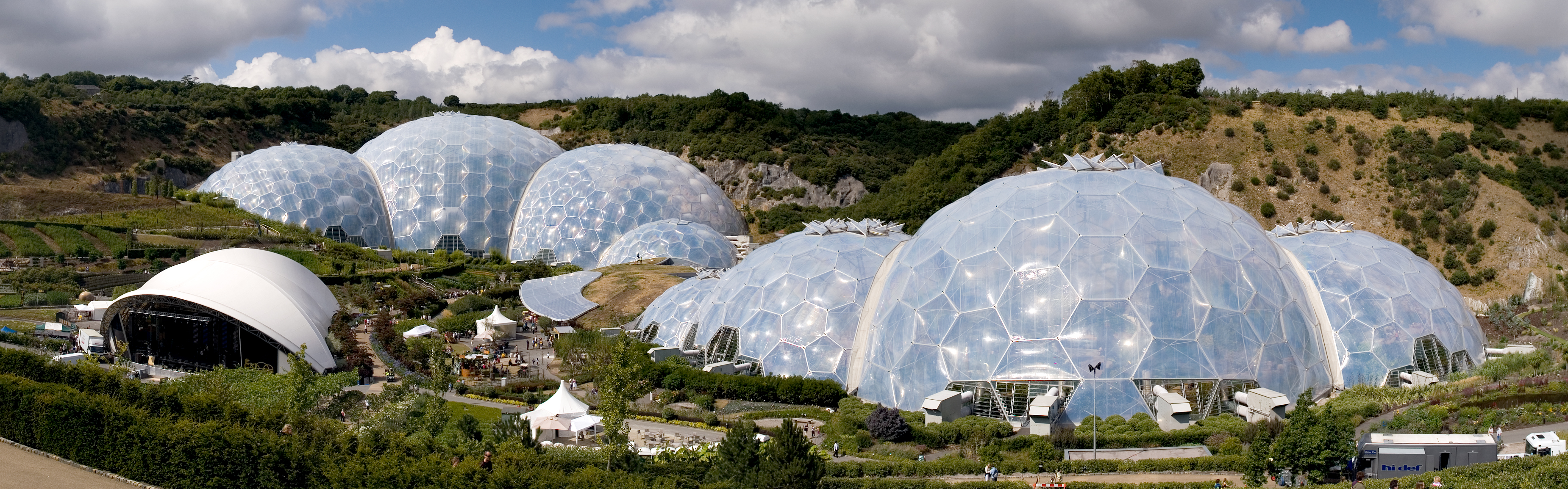
エデン・プロジェクト全体。半球体の建造物がバイオームである。

エデン・プロジェクト（英: Eden Project）は、イギリスのコーンウォール州にある、巨大な複合型環境施設である。プロジェクトはセント・ブレイジーの町から2キロメートル（1.25マイル）、それよりやや大きい町のセント・オーステルから5キロメートル（3マイル）のところにある、もともと陶土（カオリナイト）が採掘できる地帯だった場所に位置している。
一般に公開されているエデン・プロジェクトは、イギリスにおける観光地の一つとなっている。施設の構造は、6角形のほか5角形が相互に組み合わさってできており、これら6角形はETFE（エチレン - テトラフルオロエチレン）の材質でできた透明でクッション状の壁で、バイオームと呼ばれる自然環境を模したドーム型の植物園を作り出している。これらバイオームには、世界中から集められた各種植物が栽培されている。第1のバイオームは熱帯の環境を作り出し、他のバイオームは地中海の温暖な気候を人工的に作っている。
プロジェクトはティム・スミットによって考案され、建築家のニコラス・グリムショウと機械工学関連の企業アンソニー・ハント社によるデザイン、デイヴィス・ラングドンによるプロジェクトの運営、更にロバート・マクアルパインとアルフレッド・マクアルパインが建設に携わり、MERO（メロ・シュミドリン）社がバイオームのデザインと建築を行うなど、各々が役割を担った。プロジェクトは2年半の建設期間を要し、2001年3月17日に一般公開されている。

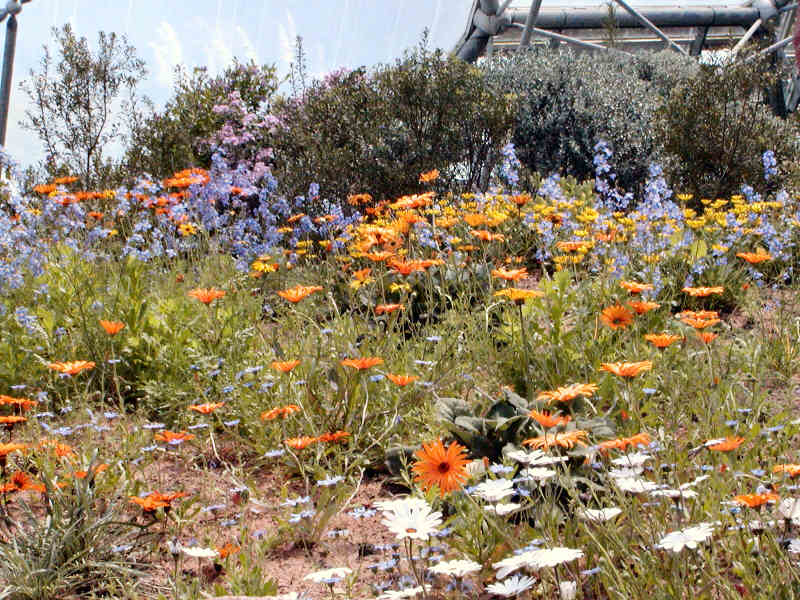
バイオーム内に展示されている植物

## 用地

### 計画
プロジェクトは当時使用されていなかった陶土地帯に建設された。来園者は道路沿いに進み採石場の頂上にある駐車場で車を停め、そこから入口広場まで徒歩か、もしくはなだらかな斜面の中間にある公園内交通機関が利用可能である。入り口広場にはレストランや、通常はあまり見られない興味深い物品を販売する土産屋が位置している。この広場内には情報展示も行われており、中には動いているものもある。
施設内に入るとすぐ、曲がりくねった小道と共に2つのバイオーム、植物の自生する土地（よく見れば菜園だとわかる、彩り豊かな模様が描かれている区画など）、巨大な蜂や古い機械の部品を使って作られたロボットのような怪物を模した彫刻など、様々な光景が見られる。

### バイオーム

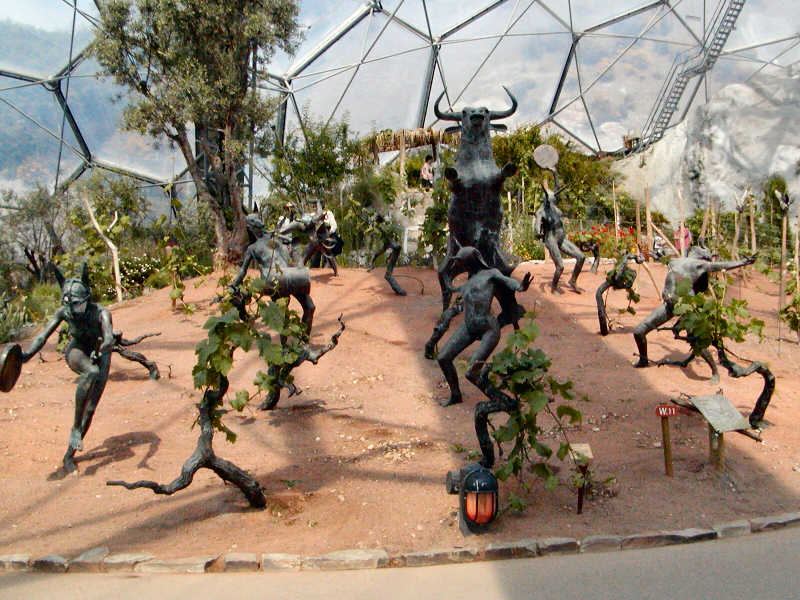
施設内には様々な植物のほか、自然の素材を利用した彫刻も数多く立ち並んでいる。

採掘場があった場所の底には、透明の屋根で覆われた2つのバイオームがある。
ヒューミッド・トロピクス・バイオーム（熱帯の気候を模したバイオーム）
世界でも最も大きい温室の一つで、面積は1.559ヘクタール（3.9エーカー）、高さ55メートル（180フィート）、幅100メートル（328フィート）で長さは200メートル（656フィート）を誇る。これはバナナの木やコーヒー、天然ゴム、巨大な竹など、熱帯に生息する植物用に使用され、熱帯の気温を保っている。
ウォーム・テンペラチャー・バイオーム（温暖な気温のバイオーム）
0.654ヘクタール（1.6エーカー）の面積と、35メートル（115フィート）の高さ、65メートル（213フィート）の幅、135メートル（443フィート）の長さを誇るバイオーム。比較的普通の温暖な気温を保ち、オリーブやブドウの木のように乾燥した気候で育つ植物と、様々な種類の彫刻を収容している。外側のバイオームは、茶やラベンダー、ホップや大麻など、世界にある温暖な気候の地域で生息する植物を表している。乾燥した熱帯を描く第三のバイオームも、将来に向け計画されている。
バイオームは6角形・熱可塑性のETFEで作られた外部パネルと、管状の鉄製スペースフレーム（6角形のものと3角形のもの）を用いて建設された。当初から、その重量と将来的な危険性のため、ガラスの使用は禁止されていた。現在おおわれているパネル自体は、周囲が密閉され大きなクッション状にするために膨張された、透明なETFEの薄い膜が何層にも重なって造られている。結果として完成したクッションは、その建築構造へ保温用の毛布のような働きをしている。ETFEの素材は、殆どの雨で流されるような汚れに強い。必要ならばロープなどの器具を使用した清掃も可能である。ETFEは傷の影響を受けやすいにもかかわらず、ETFEのテープにより簡単に修復が可能である。構造は内部の支柱が無くそれ自身で支えており、測地線状の様相を呈している。パネルは建物の頂上部分に使用される最大のもので直径9メートル（29.5フィート）と、大きさが様々である。
このETFEの技術は、クラッド法による継続的な修復の責任者でもある、ヴェクター・フォイルテック社によって補充・取り付けが行われた。鉄製の骨組みや覆い被せる外装はイギリスの企業MEROによって取り付けやデザインが行われた（ヴェクター・フォイルテックは下請けとなった）。この企業は施設全体の形状を、建築家のニコラス・グリムショウとその会社（ニコラス・グリスショウ・アンド・パートナーズ）と共同で進展させた。プロジェクト全体の運営は、マクアルパイン共同事業 (McAlpine Joint Venture) により行われた。

### ザ・コア
核という意味の名の「ザ・コア」は2005年9月にできた施設であり、これが最後に加わった施設である。この施設はエデン・プロジェクトの中核的なメッセージである人と植物の関係を伝えるためにデザインされ、教育設備や合同の教室、展示スペースなどが設けられている。そのため建物も植物からの着想で設計されており、特にそのそびえ立つ梁の屋根は独特の形状をしている。
グリムショウは彫刻家のピーター・ランドール・ペイジ、そしてSKM・アンソニー・ハンツ社からの設計技術者、マイク・パーヴィスらと共同して、銅合金の屋根の建築計画を進めた。屋根はほとんど全ての植物の成長にあてはまる数学的基礎、葉序 (phyllotaxis) に由来したものである。その「相反する螺旋」状の形は、ヒマワリの種や松かさ、パイナップルなどの多くの植物に見られる。銅は起源のわかる場所から手に入れたもので、非倫理的な金属の採掘を避けるため、エデン・プロジェクトはリオ・ティントグループと共にこうして他の場所でも、出所のわかる金属採掘ルートの可能性を模索している。業務や音響のデザインは、ビューロー・ハッポルド社により行われた。

## 環境的側面

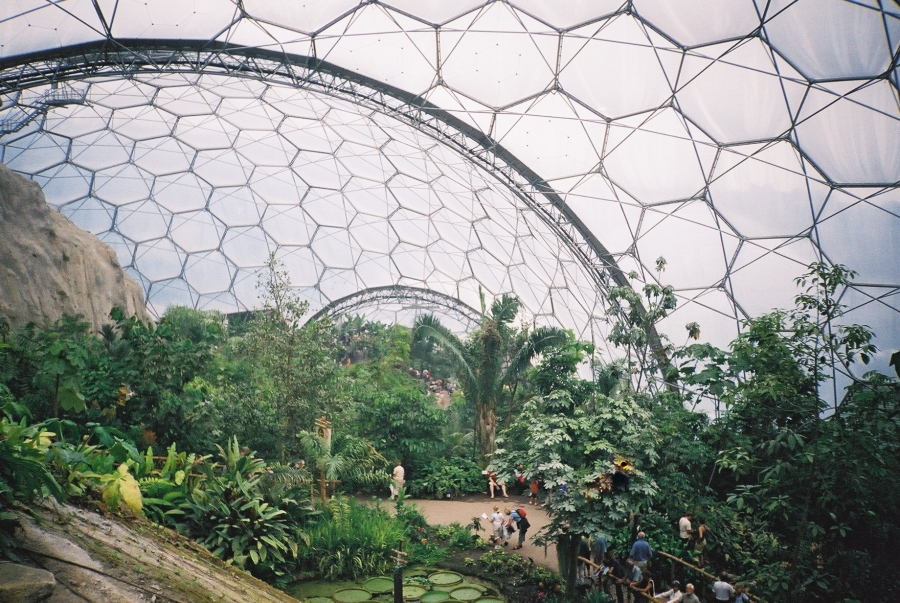
トロピカル・バイオーム内部。六角形のパネルで作られた外壁が特徴的。

ドームは展示されている多くの植物へ、成長に必要な種々のコンディションを提供している。
エデン・プロジェクトには、植物と人類の相互依存に焦点を合わせた環境教育的な要素も含まれており、植物には個々の薬学的効用について書かれたラベルがつけられている。また、トイレに使用する水や、熱帯を模したトロピカル・バイオーム内の高温多湿な状態を作り出すために必要とされる大量の水は、採掘場などで収集され消毒で衛生的にされた雨水が利用される。事実、水道本管から供給される水は、手洗いかもしくは調理用にのみ使用されている。

## イベント
エデン・プロジェクトは2005年7月2日に、LIVE 8のコンサートシリーズの一つ、「アフリカ・コーリング・コンサート」を主催した。また、2002年のジェームズ・ボンド映画、「007 ダイ・アナザー・デイ」のロケ地にもなったほか、施設内にある植物のいくつかは大英博物館のアフリカ園に提供されている。
2005年11月から2月までの冬期間中、「ア・タイム・オブ・ギフト」という名のキャンペーンが行われた。これは施設内にあった湖をアイススケートリンクにし、小規模のカフェやバーを設けたほか、クリスマス商品の販売を行う店舗を配置したものであった。バイオーム内ではコーンウォール地方の合唱団によるイベントも通例行われている。
2006年と2007年には、「エデン・セッションズ」と呼ばれる音楽イベントシリーズも主催した。出演したアーティストにはエイミー・ワインハウス、ジェームス・モリソン、ミューズ、リリー・アレン、スノウ・パトロール、ザ・マジック・ナンバーズらが名を連ねた。

## 参考

### 書籍
- Ordnance Survey (2005). OS Explorer Map 107 - Fowey, Looe & Lostwithiel. ISBN 978-0-319-23708-3
- リチャード・メイベイ: Fencing Paradise: Exploring the Gardens of Eden London 2005: Eden Project. ISBN 1-903919-31-2
- ヒュー・ピアマン、アンドリュー・ウァーリー: The Architecture of Eden. With a foreword by Sir Nicholas Grimshaw. London 2003: Eden Project Books. ISBN 1-903919-15-0
- ティム・スミット: Eden. London 2001: Bantam Press.
- エデン・チーム（編集）: Eden Project: The Guide 2005/6. St Austell 2005: Eden Books.
- ポール・スプーナー: The Revenge of the Green Planet: The Eden Project Book of Amazing Facts About Plants. St Austell 2003: Eden Books.
- フィリップ・マクミラン・ブラウズ、ルイーズ・フロスト、アリステア、グリフィス: Plants of Eden (Eden Project). London 2001: Alison Hodge.

### メディア媒体
- ロビン・ケウェル（編集）: Eden. The inside story. St Austell n.d.: The Eden Project. (DVD)
- アラン・ティッチマーシュ: The Eden Project. w/o location 2006. (DVD) ASIN B000E1P2WQ